# Biserici de lemn din Bistrița Năsăud
Bisericile de lemn din Bistrița-Năsăud fac parte din grupul de biserici de lemn din Transilvania și din familia de biserici de lemn românești.

## Biserici de lemn
- Biserica de lemn din Albeștii Bistriței
- Biserica de lemn din Apatiu
- Biserica de lemn din Arcalia
- Biserica de lemn din Bistrița
- Biserica de lemn din Bidiu
- Biserica de lemn din Borleasa
- Biserica de lemn din Bozieș, Bistrița Năsăud
- Biserica de lemn din Budurleni
- Biserica de lemn din Bungard
- Biserica de lemn din Buza Cătun
- Biserica de lemn din Budacu de Jos
- Biserica de lemn din Chiraleș
- Biserica de lemn din Coasta
- Biserica de lemn din Comlod
- Biserica de lemn din Dobric
- Biserica de lemn din Dobricel
- Biserica de lemn din Domnești
- Biserica de lemn din Dumbrava (Livezile)
- Biserica de lemn din Fânațele Silivașului
- Biserica de lemn din Fântânele
- Biserica de lemn din Gersa I
- Biserica de lemn din Gledin
- Biserica de lemn din Mărișelu
- Biserica de lemn din Măgurele
- Biserica de lemn din Manic
- Biserica de lemn din Moruț
- Biserica de lemn din Orosfaia
- Biserica de lemn din Păltineasa
- Biserica de lemn din Petriș
- Biserica de lemn din Poiana Ilvei
- Biserica de lemn din Prundu Bârgăului
- Biserica de lemn Sf. Arhangheli din  Runcu Salvei
- Biserica de lemn din Sălcuța
- Biserica de lemn din Sărata
- Biserica de lemn din Sângeorz Băi
- Biserica de lemn din Sângeorzu Nou
- Biserica de lemn din Sebiș, Bistrița-Năsăud
- Biserica de lemn din Șieu Sfântu
- Biserica de lemn din Silivașu de Câmpie
- Biserica de lemn din Spermezeu
- Biserica de lemn din Strugureni
- Biserica de lemn din Suplai
- Biserica de lemn din Șopteriu
- Biserica de lemn din Târlișua
- Biserica de lemn reformată din Țagu
- Biserica de lemn din Țâgșor
- Biserica de lemn din Țigău
- Biserica de lemn din Vermeș
- Biserica de lemn din Zagra
- Biserica de lemn din Zoreni